# Вольферсдорф
Вольферсдорф (нім. Wolfersdorf) — громада в Німеччині, розташована в землі Баварія. Підпорядковується адміністративному округу Верхня Баварія. Входить до складу району Фрайзінг. Складова частина об'єднання громад Цоллінг.
Площа — 26,01 км2. Населення становить 2584 ос. (станом на 31 грудня 2020).